# Силвия Дербес
Силвия Дербес (на испански: Silvia Derbez) е една от големите мексикански актриси. Участва в конкурса Мис Мексико за 1952 г., където печели четвърто място.

## Биография
Силвия Дербес е родена на 8 март 1932 в Сан Луис Потоси, Мексико. Дъщеря е на Марсел Дарбес Джили, френски бизнесмен, и Мария де ла Лус Амескита. Още в тийнейджйрските си години Силвия дебютира в мексиканското кино, участвайки във филма La novia del mar от 1947 г., под името Лусил Дербес. Силвия е една от големите мексикански актриси от т.нар. златен период на мексиканското кино (1940-1960).
Когато телевизията става популярна в Мексико, Силвия подписва договор с Telesistema Mexicano, за да изпълни главната роля в първата теленовела Забранена пътека от 1958 г.
Въпреки че се утвърждава като една от най-големите мексикански актриси, работата ѝ намалява, а през 1980-те години участва в шест теленовели и четири филма. През 1986 г. съпругът ѝ, публицистът Еухенио Гонсалес, умира. Въпреки това, възстановявайки се от загубата, Силвия участва в една от най-известните теленовели – Просто Мария от 1989 г. Главната роля в теленовелата се изпълнява от актрисата Виктория Руфо, която скоро след приключването на снимките на продукцията се омъжва за сина на Силвия – Еухенио Дербес.
Силвия има син – Еухенио Дербес, актьор и режисьор, и дъщеря – Силвия Еухения. Баба е на актрисите и модели Силвия Еухения Дербес и Айслин Дербес, и на актьорите Вадир Дербес и Хосе Едуардо Дербес, както и на Айтана Дербес.
Силвия Дербес умира на 6 април 2002 г. в град Мексико на 70-годишна възраст.

## Филмография

### Теленовели
- Натрапницата (2001) ... Саграрио Варгас (#1)
- Ад в рая (1999) ... Анхелика вдовица де Клементе
- Узурпаторката (1998) ... Доня Исабел Рохас „баба Чабела“
- Ничии деца (1997) ... Доня Леонор
- Любовни връзки (1995) ... Милагрос
- Затворничка на любовта (1994) ... Чайо
- Просто Мария (1989) ... Матилде Кареньо
- Бедната госпожица Лимантур (1987) ... Пастора
- Страстта на Исабела (1984) ... Анхела
- Ние, жените (1981) ... Алма
- Secreto de confesión (1980) ... Алисия
- Vamos juntos (1979) ... Лупе
- Mamá Campanita (1978) ... Карменсита
- Acompáñame (1978) ... Аманда
- Ven conmigo (1975) ... Каридад Ескобар
- Marina (1974) ... Марина
- Ana del aire (1974) ... Андреа
- Amarás a tu prójimo (1973)
- El derecho de los hijos (1971)
- Любовта има женско лице (1971) ... Лаура Валдес
- La recogida (1971) ... Нора Медрано
- Angelitos negros (1970)
- Una plegaria en el camino (1968)
- Cruz de amor (1970) ... Крус Агире
- Mariana (1968) ... Мариана
- Cárcel de mujeres (1968)
- Amor sublime (1967)
- Un ángel en el fango (1967)
- No quiero lágrimas (1967)
- Una mentira (1967)
- María Isabel (1966) ... Мария Исабел
- La sombra del pecado (1966)
- La doctora (1964)
- Central de emergencia (1964)
- Lo imperdonable (1963) ... Амалия
- La culpa de los padres (1963)
- Penumbra (1962)
- Elena (1962) ... Елена
- Bajo la sombra de los almendros (1961)
- Mi amor frente al pasado (1960)
- Elisa (1960) ... Елиса
- Juramento (1959)
- Un paso al abismo (1958)
- Забранена пътека (1958) ... Нора

### Сериали
- XHDRBZ (2002)
- Derbez en cuando (1998 – 1999) ... Майка на Арон Абасоло / Майка на Армандо Ойос / Разни
- Papá soltero (1993) ... Клара
- Al derecho y al derbez (1993) ... Разни персонажи
- Gran teatro (1964)
- Miss México (1953)

### Театър
- Noches de angustia (1957)

### Кино
- Reclusorio (1997) ... Кармен Галисия
- Pacas de a kilo (1997)
- Muralla de tinieblas (1994)
- Zapatos viejos (1993) ... Мис Луси
- Mientras México duerme (1986)
- Hombres de tierra caliente (1983)
- Dos mujeres y un hombre (1971) ... Вивиана де ла Уерта де Кристи
- Cruz de amor (1970)
- La esquina de mi barrio (1957)
- Morir de pie (1957) ... Марта
- El medallón del crimen (El 13 de oro) (1956)
- El rey de México (1956)
- Con quién andan nuestras hijas (1956) ... Исабел
- Padre contra hijo (1955)
- Las engañadas (1955)
- El río y la muerte (1955) ... Елса
- La mujer X (1955)
- Dios nos manda vivir (1954)
- La sobrina del señor cura (1954)
- Mamá nos quita los novios (1951)
- Baile mi rey (1951)
- Las dos huerfanitas (1949) ... Маскотита
- Si me viera don Porfirio (1949)
- El seminarista (1949) ... Мерседес Ороско
- Dicen que soy mujeriego (1949)... Флор
- Salón México (1949) ... Беатрис Гомес
- Allá en el Rancho Grande (1949)
- La novia del mar (1949)

## Награди и номинации
Награди TVyNovelas (Мексико)
| Година | Категория               | Теленовела     | Резултат   |
| ------ | ----------------------- | -------------- | ---------- |
| 1998   | Най-добра първа актриса | Ничии деца     | Номинирана |
| 1996   | Най-добра първа актриса | Любовни връзки | Номинирана |